# Franco Delli Colli
Franco Delli Colli (* 2. März 1929 in Rom, Italien; † 22. April 2004 ebenda) war ein italienischer Kameramann.

## Leben
Delli Colli kam, inspiriert von den ersten Erfolgen seines Cousins, des nachmals berühmten italienischen Kameramanns Tonino Delli Colli, zu Beginn der 1950er Jahre ebenfalls zum Film und arbeitete zunächst als Kameraassistent. 1957 stieg er zum einfachen Kameramann auf, in den folgenden fünf Jahren war er in dieser Position an einigen wenigen filmhistorisch bedeutsamen Produktionen seines Landes beteiligt, allen voran zu Beginn der 1960er Jahre Luchino Viscontis Rocco und seine Brüder (unter der Chefkamera von Giuseppe Rotunno) und Pier Paolo Pasolinis Accattone – Wer nie sein Brot mit Tränen aß (unter Toninos Chefkamera). Nach einer weiteren Zusammenarbeit mit seinem Vetter und Pasolini bei dessen Mamma Roma gab man Franco Delli Colli noch im selben Jahr 1962 erstmals die Gelegenheit, als Chefkameramann zu arbeiten. 
In den kommenden knapp drei Jahrzehnten fotografierte Franco Delli Colli durchgehend B-Film-Ware von künstlerisch kaum ambitionierten Regisseuren vom Schlage Massimo Dallamano, Stelvio Massi, Lamberto Bava und Pupi Avati. Das Gros dieser Filme sind actionhaltige und ebenso prügel- wie schießfreudige Gangster-, Kriminal- bzw. Polizeifilme (dem sogenannten Giallo zuzuordnen) aber auch (vor allem Ende der 1960er Jahre) Italowestern mit genretypischen B-Stars. Dazu kamen mehrere Ausflüge in das Genre des Sex-and-Crime-Thrillers, seltener in das der reinen Lustspielklamotte. Delli Collis spätere Arbeiten besitzen oftmals erotische Elemente als zentrale Ingredienz. Nach seiner Arbeit an dem Sexthriller Top Model 2 beendete Franco Delli Colli 1990 seine alles in allem wenig spektakulär verlaufene Filmkarriere.

## Filmografie
- 1962: Il sangue e la sfida
- 1963: Auf Zorros Spuren (La cieca di Sorrento)
- 1964: The Last Man on Earth
- 1965: Agent Pik As - Zeitbombe Orient (Asso di picche - Operazione controspionaggio)
- 1966: Vergine per un bastardo
- 1966: Töte, Django (Se sei vivo spara)
- 1966: Agent 3S3 setzt alles auf eine Karte (Omicidio per appuntamento)
- 1967: Du stirbst um sechs in Tetuan (La lunga sfida)
- 1968: An den Galgen, Bastardo (¿Quién grita venganza?)
- 1968: Django – sein letzter Gruß (La vendetta è il mio perdono)
- 1968: Zorro, der Mann mit der Peitsche (El Zorro)
- 1968: Gangster sterben zweimal (Gangsters '70)
- 1969: Gli infermieri della mutua
- 1969: Der verlogene Akt
- 1970: Balsamus, l'uomo di Satana
- 1971: Bella di giorno moglie di nette
- 1971: Shelmenko-denshchik
- 1972: L'Aretino nei suoi ragionamenti sulle cortigiane, le maritate e… i cornuti contenti
- 1972: Le mille e una notte... e un'altra ancora!
- 1973: Der wilde Ritt der Geisterreiter (Il figlio di Zorro)
- 1974: Der Tod trägt schwarzes Leder (La polizia chiede aiuto)
- 1974: La prova d'amore
- 1975: Der geheimnisvolle Killer (Nude per l'assassino)
- 1975: Mala, amore e morte
- 1976: In den Klauen der Mafia (Il conto è chiuso)
- 1976: La moglie di mio padre
- 1976: Annie Belle - Zur Liebe geboren (La fine dell'innocenza)
- 1977: Highway-Racer (Poliziotto sprint)
- 1977: Die Gangster-Akademie (La banda del trucido)
- 1979: Le strelle nel fosso
- 1980: Macabro – Die Küsse der Jane Baxter (Macabro)
- 1981: Aiutami a sognare
- 1982: La guerrigliera
- 1982: Das verrückteste U-Boot der Welt (Il sommergibile più pazzo del mondo)
- 1983: Zeder – Denn Tote kehren wieder (Zeder)
- 1984: Riffs III – Die Ratten von Manhattan (Rats - Notte di terrore)
- 1984: Angel in the Dark (Hanna D. - La ragazza del Vondel Park)
- 1987: Intimo
- 1988: Extasy (Errore fatale)
- 1988: Ghosthouse (La casa 3 - Ghosthouse)
- 1988: Dark Bar
- 1990: Top Model 2